# Pterostylis extranea
Pterostylis extranea är en orkidéart som först beskrevs av David Lloyd Jones, och fick sitt nu gällande namn av Janes och Duretto. Pterostylis extranea ingår i släktet Pterostylis och familjen orkidéer. Inga underarter finns listade i Catalogue of Life.